# نیک کالاتس
نیک کالاتس (انگلیسی: Nick Calathes؛ زادهٔ ۷ فوریهٔ ۱۹۸۹) بازیکن بسکتبال اهل ایالات متحده آمریکا است.

## حرفه
از باشگاه‌هایی که در آن بازی کرده‌است می‌توان به ممفیس گریزلیز، باشگاه بسکتبال پاناتینایکوس، باشگاه بسکتبال مردان فنرباغچه، و باشگاه بسکتبال بارسلونا اشاره کرد.
وی در مسابقات کشوری و بین‌المللی در مجموع برندهٔ ۱ مدال برنز شده‌است.